# اوش-اورکچن
اوش-اورکچن (روسی: уш-урекчен) یک کوه در ناحیه خودگردان چوکوتکای کشور روسیه است.